# Scena styx
Scena styx là một loài bướm đêm thuộc phân họ Arctiinae, họ Erebidae.